# NGC 239
NGC 239 é uma galáxia espiral (Sab) localizada na direcção da constelação de Cetus. Possui uma declinação de -03° 45' 36" e uma ascensão recta de 0 horas, 44 minutos e 37,5 segundos.
A galáxia NGC 239 foi descoberta em 1886 por Frank Leavenworth.